# Гринвич (боро Лондона)
Короле́вский бо́ро Гри́нвич (англ. Royal Borough of Greenwich, МФА: /ˈɡrɛnɪtʃ, ɡrɪ-, -ɪdʒ/о файле) — «морские ворота» Лондона, историческое предместье, а теперь — один из 32 лондонских боро, находится во внутреннем Лондоне, на юго-востоке британской столицы, на правом берегу Темзы. Издавна тесно связан с Британским флотом. Гринвич знаменит тем, что является нулевой точкой отсчёта долготы и часовых поясов земного шара. Нулевой меридиан исторически связан с Гринвичской обсерваторией. Гринвич считается одним из самых престижных районов Лондона. Но с точки зрения цен на недвижимости, Гринвич заметно уступает таким дорогим районам Лондона, как Белгравия, Найтсбридж, Челси, Кенсингтон и Хампстед.
Топоним Grenewic или Grenevic имеет саксонское происхождение, и буквально значит the green village или the village on the green («зелёная деревня»).

## История
Район был сформирован в 1965 году при образовании Большого Лондона, слиянием двух районов — Гринвича и Вулиджа. В 1997 году набережная часть Гринвича в составе Гринвичского госпиталя и Гринвичского парка с Куинс-хаусом вошла в список объектов Всемирного наследия ЮНЕСКО.
В Гринвиче скончался русский поэт Н. П. Огарёв в 1877 году.

## Население
По данным переписи 2011 года в боро Гринвич проживало 255 500 человек. Из них 21,8 % составили дети (до 15 лет), 66,2 % лица трудоспособного возраста (от 16 до 64 лет) и 12,0 % лица пожилого возраста (от 65 лет и выше).

### Этнический состав
Основные этнические группы, согласно переписи 2007 года:
74,2 % — белые, в том числе 66,7 % — белые британцы, 1,9 % — белые ирландцы и 5,6 % — другие белые (евреи, испанцы);
12,4 % — чёрные, в том числе 8,5 % — чёрные африканцы (нигерийцы, ганцы, кабовердцы), 3,1 % — чёрные карибцы и 0,8 % — другие чёрные;
6,2 % — выходцы из Южной Азии, в том числе 4,3 % — индийцы, 1,1 % — пакистанцы и 0,8 % — бенгальцы;
3,0 % — метисы, в том числе 1,1 % — чёрные карибцы, смешавшиеся с белыми, 0,7 % — азиаты, смешавшиеся с белыми, 0,5 % — чёрные африканцы, смешавшиеся с белыми и 0,7 % — другие метисы;
1,5 % — китайцы;
1,3 % — другие азиаты (вьетнамцы, турки, тайцы);
1,2 % — другие.

### Религия
Статистические данные по религии в боро на 2011 год:
| Религия      | Гринвич % | Лондон % | Англия % |
| ------------ | --------- | -------- | -------- |
| Христианство | 52,9      | 48,4     | 59,4     |
| Ислам        | 6,8       | 12,4     | 5,0      |
| Индуизм      | 3,6       | 5,0      | 1,5      |
| Буддизм      | 1,7       | 1,0      | 0,5      |
| Сикхизм      | 1,4       | 1,5      | 0,8      |
| Иудаизм      | 0,2       | 1,8      | 0,5      |
| Другие       | 0,4       | 0,6      | 0,4      |
| Нет религии  | 25,5      | 20,7     | 24,7     |
| Не указана   | 7,6       | 8,5      | 7,2      |

## Транспорт
Гринвичский пешеходный туннель — 370 метровый туннель под Темзой связывает Гринвич с Островом Собак (Тауэр-Хамлетс), проложен в 1899—1902 годах.

## Достопримечательности

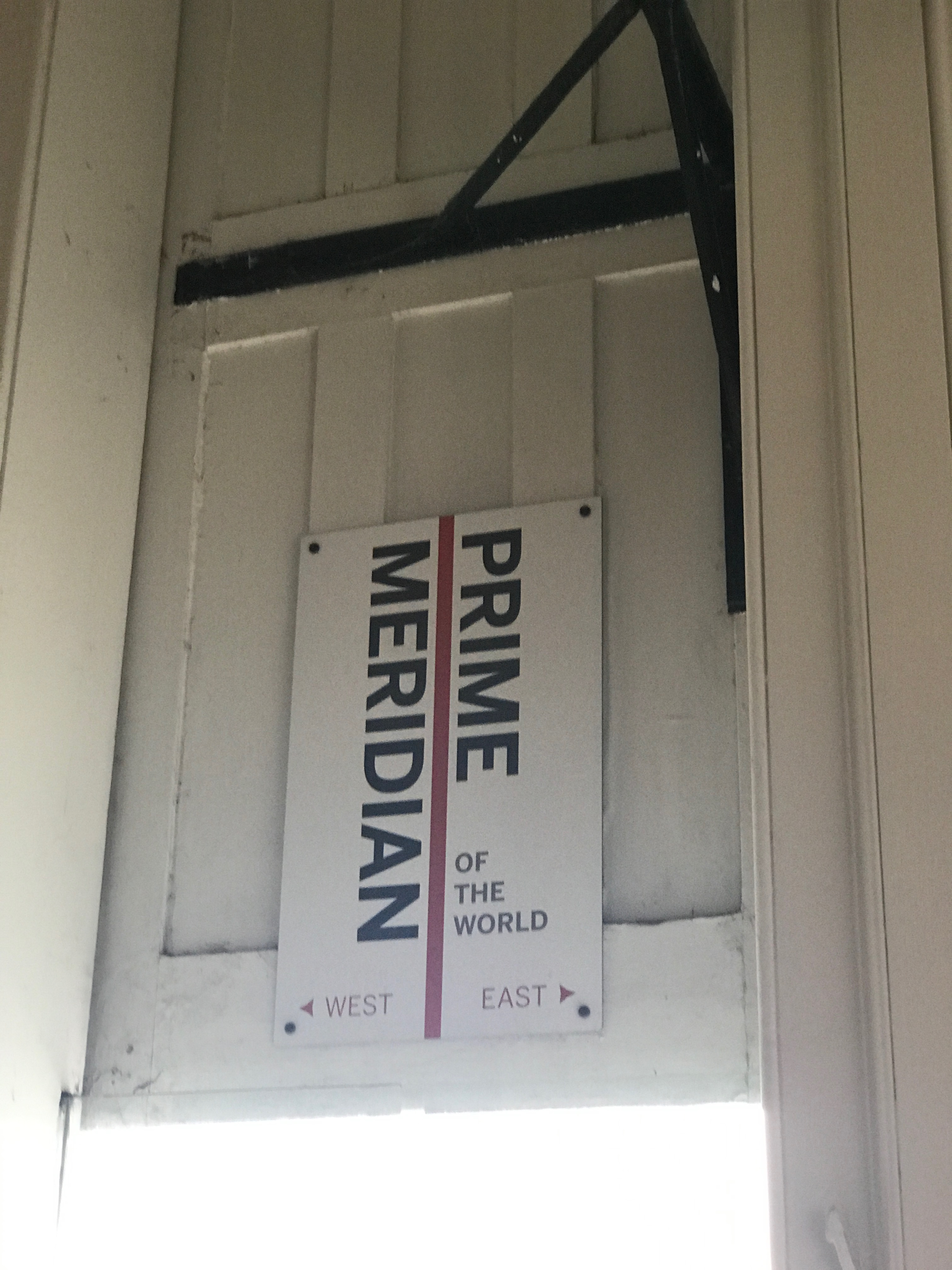
Нулевой меридиан

- Королевская гринвичская обсерватория, через которую проходит нулевой или гринвичский меридиан, основана Карлом II в 1674 г. Сейчас в зданиях старой обсерватории расположен музей астрономических и навигационных устройств (обсерватория была выведена из Гринвича в 1990 году в связи со световым засорением). Здание обсерватории расположено в Гринвичском парке.
- Королевский морской госпиталь построен в 1694—1705 гг. по проекту Кристофера Рена, который взял за образец Дом инвалидов в Париже. Прежде на месте госпиталя для моряков стоял средневековый королевский дворец (англ. Palace of Placentia), от которого сохранился домик королевы (Куинс-хаус), построенный для Анны Датской архитектором Иниго Джонсом. Позднее в этом здании располагался Королевский военно-морской колледж, а в настоящее время здание госпиталя используется Гринвичским университетом.
- Знаменитый чайный клипер «Катти Сарк» установлен в Гринвиче на вечную стоянку в сухом доке. Неподалёку находится Национальный морской музей (открыт в 1937 году).
- Полуостров Гринвич, на котором расположены Купол тысячелетия и O2 Арена.
- Памятник Юрию Гагарину открыт в Гринвиче в мае 2013 года[10].
- Элтемский дворец — бывшая королевская резиденция, возведенная в XIV веке. Существующее в настоящее время здание — реконструкция, выполненная в 1930-х годах, включающая, однако, подлинный большой зал XV века.